# Revolución económica
Una revolución económica es el cambio drástico y súbito de las condiciones en que se lleva A cabo la producción, distribución y consumo de bienes en la economía. Particularmente se aplica a los cambios tecnológicos, por lo que suele identificarse o restringirse a la revolución tecnológica, aunque el concepto es más amplio.
Históricamente se distinguen como revoluciones económicas:
- La Revolución Neolítica  El tránsito entre Cazadores recolectores hacia la Agricultura permitió la fundación de los primeros asentamientos permanentes.
- La Revolución Industrial Sustituyó a los modelos de producción artesanales por uno automatizado parcial o totalmente.

Que los cambios que supusieron sean drásticos y trascendentales es obvio, pero que fueran súbitos cuando ocurren en un espacio de tiempo de siglos o de milenios según el caso, merece explicación: la irrupción del maquinismo fue percibida por la generación que lo sufrió como algo que irrumpió en sus vidas de la noche a la mañana, y tan violenta que suscitó oposiciones como la del ludismo. El ritmo en el transcurso del tiempo histórico ha de medirse en relación con otros cambios, como por ejemplo la evolución de la industria lítica durante el Paleolítico. En esos términos, para cada lugar afectado, y a pesar de lo que pudiera tardar la difusión de la agricultura y la ganadería, la innovación nunca sería un fenómeno de larga duración.
Cada uno de los cambios de las sucesivas revoluciones industriales, hasta la actualidad, se han considerado revolucionarios y por eso el concepto.